# Jorge Gabriel Fontenla
Jorge Gabriel Fontenla (* 1950 in Buenos Aires) ist ein argentinischer Dirigent, Chorleiter und Musikpädagoge.
Fontenla studierte Chorleitung am Conservatorio Provincial Juan José Castro. Er trat als Gastdirigent mit verschiedenen Orchestern und Jugendorchestern Argentiniens und Frankreichs und mit Solisten wie den Geigern Fernando Hasaj, Haydée Francia und Pablo Saraví und den Pianisten Miguel Angel Estrella, Francisco Votti, Hunberto Catania y Mauricio Guzmán und José Luis Juri auf.
Mit dem von ihm gegründeten und geleiteten Orquesta de Cámara del Colegio Cardenal Newman unternahm Fontenla Konzertreisen durch Argentinien und trat 1987 am Teatro Colón in Buenos Aires zur Eröffnung eines vom Erziehungsministerium veranstalteten Konzertzyklus für Studenten auf. 1989 gründete er in Catamarca den Coro Polifónico de la Provincia, der mehrfach staatliche Auszeichnungen erhielt. 1996 arbeitete er als Gastdirigent des Orquesta Municipal de Córdoba auf Einladung von dessen Leiter Herbert Diehl, dessen Nachfolger er im nächsten Jahr wurde. Mit dem Orchester spielte er 1997 die argentinische Erstaufführung von Pedro Palacios Yugoslavia Ardiendo.
1999 wurde Fontenla als Professor an die Universidad Nacional de Catamarca berufen und gründete dort das Centro de Formación Artística Orquestal y Coral. Von 2000 bis 2001 unterrichtete er Orchesterleitung an der Universidad Nacional de Tucumán, im Folgejahr an der Escuela Superior de Música de Paraná und der Universidad Nacional de La Plata. Gemeinsam mit Oscar Gálvez Vidal leitete er 2002/2003 zwei Reihen von Konzerten mit dem Orquesta Sinfónica Municipal de Avellaneda. 2004 führte er mit dem Orchester das Bandoneonkonzert Martín Palmeris auf.
Mit dem Orquesta Sinfónica de la Universidad Nacional de San Juan spielte Fontenla 2005 eine Aufführung von Mozarts Don Giovanni am Teatro Roma de Avellaneda. Die Gesellschaft La Bella Música beauftragte ihn 2009 zu einem Konzert zu Ehren von Joseph Haydn am Teatro Coliseo mit dem Coro Lagún Onak, dem Verband der Lehrer des Orchesters des Teatro Colón und namhaften Solisten.
2010 fungierte Fontenla als Gastdirigent des Orquesta de Cámara Municipal de La Plata. Im gleichen Jahr führte er mit dem Orquesta Sinfónica und der Banda Municipal von San Martín in einem Konzert zu Ehren von Leonard Bernstein Ausschnitte aus dessen West Side Story auf und leitete zwei Aufführungen von Beethovens C-Dur-Messe.

## Quelle
- Biografie auf der Seite clavesmusicales.com (span.)

| Personendaten    | Personendaten                                         |
| ---------------- | ----------------------------------------------------- |
| NAME             | Fontenla, Jorge Gabriel                               |
| KURZBESCHREIBUNG | argentinischer Dirigent, Chorleiter und Musikpädagoge |
| GEBURTSDATUM     | 1950                                                  |
| GEBURTSORT       | Buenos Aires                                          |